# 薛家岛街道
薛家岛街道是中国山东省青岛市黄岛区下辖的一个街道。

## 行政区划
薛家岛街道下辖以下地区：
薛家岛一社区、薛家岛三社区、薛家岛四社区、薛家岛五社区、薛家岛六社区、兰东社区、辛岛社区、东山社区、西山社区、豹屋社区、向阳社区、安子社区、大洼社区、鹿角湾社区、刘家岛社区、施沟社区、石岭子社区、董家河社区、顾家岛社区、渔鸣咀社区、南营社区、烟台前社区、南屯社区、北屯社区、竹岔岛社区、南庄一社区、南庄二社区、瓦屋庄社区、北庄一社区、北庄二社区、后岔湾社区、甘水湾社区、泊湾社区、珠江路社区、萧山路社区和嘉陵江东路社区。

## 发展历史
薛家岛历史悠久，源源流长。战国属鲁，汉属琅琊郡，三国属城阳郡，隋、唐、宋属胶州、密州，元、明、清属胶州。
清光绪二十四年（公元1898年）三日六日，清政府与德国签定了《中德胶澳租借条约》，薛家岛被划为胶澳德国租界内。1914年11月7日薛家岛随青岛沦为日本帝国主义的殖民地。1922年12月，日本帝国主义交还青岛，薛家岛为青岛特别市海西区。1942年12月，薛家岛改辖于青岛特别市胶州区，为直属镇。1944年秋薛家岛重新划归青岛特别市海西区。1945年8月，八路军滨海部队解放了日伪军占领的薛家岛，成立了珠山县薛家岛区，12月中共滨北地委成立了八路军青岛海西办事处，薛家岛改辖于青岛海西办事处。
1946年6月，八路军青岛海西办事处撤销，薛家岛又划归胶县，9月，胶南县成立，薛家岛区又改辖于胶南县。直到1976年10月，薛家岛公社从胶南县划归新成立的昌潍地区黄岛革命委员会（属地区派出的县级机构）。 1979年1月，黄岛地方划归青岛市，成立黄岛区，薛家岛公社归黄岛区所辖。
1984年8月机构改革，薛家岛公社改称薛家岛镇。1988年12月，薛家岛西部的丁家河、濠北头、濠洼、濠南头、官亭、焦家庄、孙家沟、红卫、张宝湾9个村，经青岛市委批准，划归青岛经济开发区，东部33个村的属薛家岛镇，此为现状。1993年青岛经济技术开区、黄岛区体制合一，1994年12月机构改革，薛家岛镇改称为薛家岛街道办事处至今。

## 地名由来
薛家岛因其形状酷似飞翔的凤凰而被称为“凤凰岛”。历史记载显示，薛家岛的地名源自明朝永乐年间的骠骑将军薛禄。薛禄原名薛六，后来在他成就卓越之后，改名为薛禄，而岛上因他的事迹而得名。在明初，燕王朱棣发动了靖难之役。薛禄在这场战役中表现勇敢，屡立战功，因此受到了重用和提拔。在真定之战中，他成功生擒了建文帝的左副将军李坚，此后他每次参战都获得了胜利。在单家桥一役中，薛禄的马失去前蹄，被平安侯所捉。然而，他并没有束手就擒，而是奋起反抗，夺过敌人的刀，将守卒杀死，然后重新加入战斗，最终成功大破了平安侯的军队。后来，薛禄转战彰德一带，并成功生擒了都督指挥花英。随着明成祖定都北京，薛禄由于他杰出的战功，被授予了奉天靖难推诚宣力武臣、特进荣禄大夫栓国的荣衔，并被封为阳武侯。